# Гусманов Равіль Мідехатович
Равіль Мідехатович Гусманов (рос. Равиль Мидехатович Гусманов; 25 липня 1972, м. Набережні Челни, СРСР) — російський хокеїст, лівий нападник. Помічник головного тренера «Трактор» (Челябінськ). Заслужений майстер спорту Росії (2002).
Вихованець хокейної школи ДЮСШОР «Трактор» (Челябінськ), тренер — В.Г. Мурашов. Виступав за «Трактор» (Челябінськ), «Спрингфілд Фелконс» (АХЛ), «Вінніпег Джетс», «Індіанаполіс Айс» (ІХЛ), «Сент-Джон Флеймс» (АХЛ), «Чикаго Вулвз» (ІХЛ), «Металург» (Магнітогорськ), «Х'юстон Аерос» (АХЛ). 
В чемпіонатах НХЛ — 4 матчі (0+0).
У складі національної збірної Росії учасник зимових Олімпійських ігор 1994 (8 матчів, 3+1), учасник чемпіонатів світу 1999, 2001 і 2002 (20 матчів, 7+9). У складі молодіжної збірної Росії учасник чемпіонату світу 1992. У складі юніорської збірної Росії учасник чемпіонату Європи 1990.
Досягнення
- Срібний призер чемпіонату світу (2002)
- Бронзовий призер МХЛ (1993, 1994)
- Чемпіон Росії (1999, 2001, 2007), срібний призер (2004)
- Чемпіон Євроліги (1999, 2000)
- Володар Кубка Росії (1998)
- Володар Суперкубка Європи (2000)
- Володар Кубка європейських чемпіонів (2008).
- Переможець молодіжного чемпіонату світу (1992)
- Срібний призер юніорського чемпіонату Європи (1990).

Тренерська кар'єра
- Помічник головного тренера «Трактор» (Челябінськ) (з 2010, КХЛ).